# 皇家工程院
英国皇家工程院（英语：UK Royal Academy of Engineering；缩写：RAE）是英国的学术荣誉性机构，是英国国家工程学界的最高学院。被入选皇家工程院被视作是英国工程师的最高荣誉。

## 历史
英国皇家工程院成立于1976年。最初以“工程院士团体”（Fellowship of Engineering）行世。1983年，皇家特许状（Royal charter）颁布准许工程院的成立。1992年，改作现名“皇家工程院”。

## 院士
英国皇家工程院院士被视为英国工程师的最高荣誉。英国皇家工程院每年接纳最多不超过60位院士。院士可以用头衔“Fellow of The Royal Academy of Engineering”，并可用“FREng” 在正式场合作为姓名后缀。英国皇家工程院亦拥有荣誉院士（Honorary Fellow）和外籍院士（International Fellow）的头衔。至2011年，英国皇家工程院共有1390位院士。1976年，139位资深工程师被邀请为英国皇家工程院创院院士，其中的129位接受了邀请。

### 英屬香港
- 高锟——2009年诺贝尔物理学奖得主，“光纤之父”，1989年入选。
- 陳清泉（Ching Chuen Chan） - 香港人，香港大学教授。1997 年当选院士。

### 外籍院士

#### 美國外籍院士
- 約翰·軒尼詩，美国斯坦福大学前校长
- 約翰·奇歐菲（英语：John Cioffi），互联网的开拓者
- 安德鲁·维特比，高通(Qualcomm)公司联合创始人

#### 中華人民共和國外籍院士
- 徐匡迪——前中国工程院院长，2003年入选外籍院士[1]。
- 宋永华——工程师，教育学家，现任澳門大学校长，曾任浙江大学常务副校长、党委常委。[2]。
- 崔占峰——2000年成为英国牛津大学历史上首位华人终身教授(Statue Professor)。现任牛津大学生物医学工程研究所[3]组织工程与生物处理工程中心主任，主要从事膜分离、生物加工和组织工程等研究。2013年当选皇家工程院院士[4]。
- 周济 - 前武汉大学校长。前教育部长。前中国工程院院长. 2018 年当选外籍院士。
- 吴建平 - 中国工程院院士，清华大学教授，清华大学计算机科学与技术系主任。[5]
- Ron S.Y. Hui - 香港人. 香港大学教授。2016 年当选院士。
- Joseph H.W. LEE - 香港人. 香港科技大学教授。 2008 当选院士。

## 学会活动
英国皇家工程院的宗旨和学院活动包括：
- 扶助与工程有关的英国国家政策；
- 辅助提携工程教育和工程师培养；
- 鼓励支持对工程领域的研究；
- 提高公众对工程的了解。

## 学会奖励
英国皇家工程科學院授予很多国际著名的奖励奖章，包括：
- 奖励
  - 马克罗伯特奖（The MacRobert Award）；
  - 皇家工程學院ERA基金会企业家奖（The Royal Academy of Engineering ERA Foundation Entrepreneurs Award）；
  - 皇家工程學院特殊成就奖（The Royal Academy of Engineering Special Achievement Award）；
  - 皇家工程學院可持续成就奖（The Royal Academy of Engineering Sustained Achievement Award）。
  - 乔治·麦克法兰爵士奖（The Sir George Macfarlane Award）。
- 奖章
  - 菲利普亲王奖章（The Prince Philip Medal）： “光纤之父”高锟曾于1991年获得该奖章[7]；
  - 皇家工程學院院长奖章（The Royal Academy of Engineering President's Medal）；
  - 弗兰克·惠特尔奖章（Sir Frank Whittle Medal）；
  - 皇家工程學院国际奖章（The Royal Academy of Engineering International Medal）：前中国工程院院长徐匡迪曾于2008年获得此奖章[1]；
  - 皇家工程學院银质奖章（The Royal Academy of Engineering Silver Medal）；
  - 鲁克奖章（The Rooke Medal for the Public Promotion of Engineering）。